# Muhammad Taufiq
Taufiq (born November 29, 1986) là một cầu thủ bóng đá người Indonesia hiện tại thi đấu ở vị trí tiền vệ cho Bali United và đội tuyển quốc gia Indonesia.

## Đời sống cá nhân
Taufiq đến từ Tarakan và là người Hồi giáo nên trải qua tháng Ramadan. Món ăn ưa thích là hải sản.

## Sự nghiệp quốc tế

### Đội tuyển quốc gia
| Đội tuyển quốc gia Indonesia | Đội tuyển quốc gia Indonesia | Đội tuyển quốc gia Indonesia |
| Năm                          | Số trận                      | Bàn thắng                    |
| ---------------------------- | ---------------------------- | ---------------------------- |
| 2012                         | 8                            | 0                            |
| 2013                         | 8                            | 0                            |
| 2014                         | 0                            | 0                            |
| Tổng cộng                    | 16                           | 0                            |

## Danh hiệu
Persebaya Surabaya
Winner
- Liga Indonesia First Division: 2006

Persib Bandung
Winner
- Indonesia Super League: 2014